# 614470 Flordeneu
614470 Flordeneu este o planetă minoră (asteroid) din Asteroid Apollo. A fost descoperită pe 16 septembrie 2009 la  de Josep Maria Bosch⁠(d). 
Obiectul prezintă o orbită caracterizată de o semiaxă mare de 2,3606985481554 UAi, o excentricitate de 0,59480509060258, o înclinație de 6,7285134230177 ° în raport cu ecliptica.